# Izopropil
U organskoj hemiji, izopropil je propil sa grupom vezanom za sekundarni ugljenik. Ako se posmatra kao funkcionalna grupa izopropil je organsko jedinjenje sa propil grupom vezanom za njen sekundarni ugljenik. 
U IUPAC nomenklaturi izopropil grupa se označava sa prefiksom propan-2-il. Na primer, izopropil acetat se naziva propan-2-il acetat. Skraćena notacija za ovu alkil grupu je i-Pr, , ili .

## Literatura
- Carey, Francis (2011). Organic Chemistry. New York: McGraw-Hill. стр. 33–35. ISBN 978-0-07-340261-1.
- Clayden, Jonathan; Greeves, Nick; Warren, Stuart; Wothers, Peter (2001). Organic Chemistry (I изд.). Oxford University Press. ISBN 978-0-19-850346-0.
- Smith, Michael B.; March, Jerry (2007). Advanced Organic Chemistry: Reactions, Mechanisms, and Structure (6th изд.). New York: Wiley-Interscience. ISBN 0-471-72091-7.
- Morrison Robert Thornton; Boyd Robert Neilson (2006). Organic chemistry. Engelwood Cliffs, New Jersey: Prentice Hall. ISBN 8120307658.